# Замок Алтер-ду-Шан
Замок Алтер-ду-Шан (порт. Castelo de Alter do Chão) — средневековый замок в Португалии в поселке Алтер-ду-Шан, округ Порталегре.

## История
Заселение данного региона началось в годы римского господства. Поселок Алтер-ду-Шан (Элетери) возник и начал бурно развиваться благодаря своему расположению на одной из трех дорог, связывавших Олисиппо (Лиссабон) и Эмериту Августу (Мериду). Позже поселок был разрушен легионами императора Адриана (117—138), после чего на месте поселка был отстроен римский форт. В дальнейшем форт и возродившийся вокруг него поселок был завоеван вандалами. Форт был укреплен во время мусульманского господства, под властью Aбд ар-Рахмана III (912—961).
В контексте Реконкисты этот регион был занят португальскими войсками со второго десятилетия XIII века: Афонсу II (1211—1223) приказал восстановить поселок в 1216 году. Во время правления Саншу II (1223—1248) форт (в основном деревянный) упоминается в бенефиции, данном епископу Висенте Ишпану (1232). Король Афонсу III (1248—1279) предоставил Алтер-ду-Шан статус города (1249). Диниш I (1279—1325) посещал город несколько раз и инициировал реставрацию городских построек.
Перестройка и укрепление городского форта и превращение его в замок произошли по инициативе короля Педру I (1357—1367) в 1357 году, как гласит мраморная пластина на главных воротах замка. Фернанду I (1367—1383) передал город и его окрестности в дар Нуну Альварешу Перейре, который, в свою очередь, пожертвовал их Гонсалу Эанешу де Абреу.

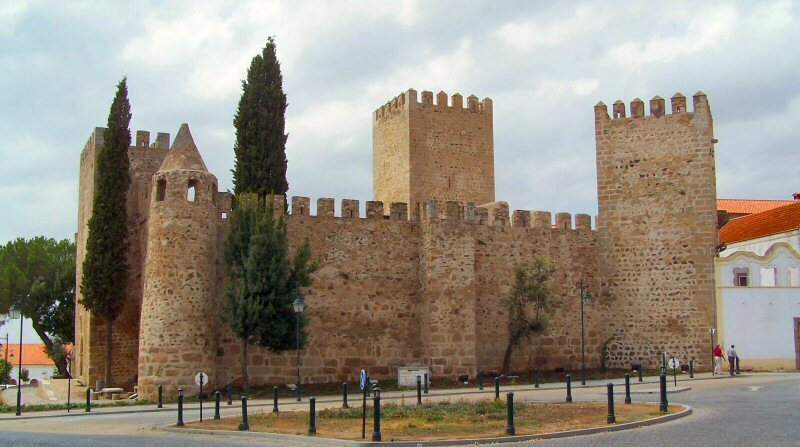
Замок Алтер-ду-Шан

Жуан I (1385—1433) подтвердил статус города Алтер-ду-Шан и права Перейра на него в 1428 году. Далее он перешел в руки дочери Перейры, а после её смерти — к герцогам Браганса, связанным с семьей Перейра брачными связями.
Во время правления короля Жуана II (1481—1495), а затем Фернанду II (герцога Браганса), замок использовался в качестве тюрьмы.
Во время войны за независимость в северо-восточной стене был возведен барбет, на котором восстановили зубцы. Город и замок были захвачены и оккупированы испанскими войсками под командованием Хуана Австрийского (1662).
Между 1830 и 1840 годами замок был приобретен Жозе Баррету Котта Кастелину, который продал его в 1892 году Жозе Бараона Калдейра де Кастель-Бранку Кордовилу.
23 июня 1910 года замок был объявлен национальным памятником. Вскоре после этого он вновь сменил владельца: его приобрели для проживания некий Франсишку Мануэль Пина и его сестра (1942), которые в итоге продали его «Фонду Браганса», который владеет им по сей день.
Реставрация замка началась в 1950-х годах под эгидой Генерального директората по вопросам национальных зданий и памятников (DGEMN) и за счет средств «Фонда Браганса». Замок находится сегодня в хорошем состоянии.

## Архитектура
Замок, построенный на высоте 270 метров над уровнем моря, имеет четырехугольную планировку. Стены построены в основном из сланцевых блоков и гранита и увенчаны шестью башнями — двумя четырехугольными, двумя цилиндрическими по углам и двумя квадратного сечения в середине северо-восточной стены и в середине юго-западной стены соответственно.
Ворота замка увенчаны мраморной пластиной с эпиграфической надписью с датой основания замка королём Педру. За входными воротами открывается плац и замковый колодец. Донжон замка квадратного сечения, возносится на высоту 44 метра. Внутри он разделен на два этажа, потолки подпирают стрельчатые арки. Рядом с донжоном расположены дом коменданта и другие объекты.